# Beerwout II van Egmont
Beerwout II van Egmont (ca.1094 - 1158) was heer van Egmont.
Beerwout zette het werk van zijn vader Beerwout I van Egmont voort door de eerste Donjon te bouwen bij het slot aan de Hoeven. Hij mag dan ook als eerste bewoner genoemd worden van het slot. Beerwout lag diverse keren in conflict met de naburige abdij over betalingswijzen, om het dispuut te doorbreken werd Beerwout zelf tot rentmeester benoemd van de abdij. Hij was getrouwd met een onbekende vrouw, met wie hij minstens twee zonen kreeg:
- Alard van Egmont (1130 - 1160) opvolger
- Dodo van Egmont (1131 - 1200)